# Kvalspelet till Karibiska mästerskapet 2017
Kvalspelet till Karibiska mästerskapet 2017 startade 22 mars 2016 och avslutas 15 november samma år. Kvalspelet avgör vilka länder som kvalificerar sig för Karibiska mästerskapet 2017 och till CONCACAF Gold Cup 2017. De fyra främsta länderna kvalificerar sig till Karibiska mästerskapet 2017 och CONCACAF Gold Cup 2017. Det femte främsta laget får spela en playoffmatch till CONCACAF Gold Cup 2017 mot ett land från det Centralamerikanska fotbollsförbundet.

## Deltagande länder
Totalt deltar 25 stycken av totalt 35 stycken länder från CUF i kvalspelet till Karibiska mästerskapet 2017. 
Nedan visas vilken omgången respektive land trädde in i kvalspelet. 
| Första omgången - Anguilla - Antigua och Barbuda - Aruba - Barbados - Bermuda - Brittiska Jungfruöarna - Kuba - Curaçao - Dominica - Dominikanska republiken - Franska Guyana | · - Grenada - Guadeloupe - Guyana - Martinique - Puerto Rico - Saint Kitts och Nevis - Saint-Martin - Sint Maarten - Surinam - Amerikanska Jungfruöarna |

Andra omgången
- Saint Vincent och Grenadinerna

Tredje omgången
- Haiti
- Jamaica
- Trinidad och Tobago

## Första omgången
21 stycken länder deltar i den första omgången som är fördelade i sju grupper.
Samtliga gruppvinnare och tvåor avancerar till den andra omgången.

### Grupp 1
| Nr | Lag                   | S | V | V+ | F | GM | IM | MS | P |
| -- | --------------------- | - | - | -- | - | -- | -- | -- | - |
| 1  | Saint Kitts och Nevis | 2 | 2 | 0  | 0 | 3  | 0  | +3 | 6 |
| 2  | Antigua och Barbuda   | 2 | 1 | 0  | 1 | 2  | 2  | 0  | 3 |
| 3  | Aruba                 | 2 | 0 | 0  | 2 | 1  | 4  | −3 | 0 |

|             | 23 mars 2016 | Antigua och Barbuda              | 2 – 1           | Aruba               | Sir Vivian Richards Stadium                    |                                                |
| 19:30 UTC−4 | 19:30 UTC−4  | Josh Parker 4′ Adriel George 23′ | (2 – 1) Rapport | 28′ Frederick Gomez | Saint John's Domare: Wilson Da Costa (Bahamas) | Saint John's Domare: Wilson Da Costa (Bahamas) |
| 19:30 UTC−4 | 19:30 UTC−4  |                                  |                 |                     | Saint John's Domare: Wilson Da Costa (Bahamas) | Saint John's Domare: Wilson Da Costa (Bahamas) |
| 19:30 UTC−4 | 19:30 UTC−4  |                                  |                 |                     | Saint John's Domare: Wilson Da Costa (Bahamas) | Saint John's Domare: Wilson Da Costa (Bahamas) |

|             | 26 mars 2016 | Aruba | 0 – 2           | Saint Kitts och Nevis                       | Trinidad Stadium                            |                                             |
| 20:00 UTC−4 | 20:00 UTC−4  |       | (0 – 2) Rapport | 39′ Harrison Panayiotou 45′ Romaine Sawyers | Oranjestad Domare: Leo Clarke (Saint Lucia) | Oranjestad Domare: Leo Clarke (Saint Lucia) |
| 20:00 UTC−4 | 20:00 UTC−4  |       |                 |                                             | Oranjestad Domare: Leo Clarke (Saint Lucia) | Oranjestad Domare: Leo Clarke (Saint Lucia) |
| 20:00 UTC−4 | 20:00 UTC−4  |       |                 |                                             | Oranjestad Domare: Leo Clarke (Saint Lucia) | Oranjestad Domare: Leo Clarke (Saint Lucia) |

|             | 29 mars 2016 | Saint Kitts och Nevis   | 1 – 0           | Antigua och Barbuda | Warner Park Sporting Complex              |                                           |
| 20:00 UTC−4 | 20:00 UTC−4  | Harrison Panayiotou 65′ | (0 – 0) Rapport |                     | Basseterre Domare: Sherwin Moore (Guyana) | Basseterre Domare: Sherwin Moore (Guyana) |
| 20:00 UTC−4 | 20:00 UTC−4  |                         |                 |                     | Basseterre Domare: Sherwin Moore (Guyana) | Basseterre Domare: Sherwin Moore (Guyana) |
| 20:00 UTC−4 | 20:00 UTC−4  |                         |                 |                     | Basseterre Domare: Sherwin Moore (Guyana) | Basseterre Domare: Sherwin Moore (Guyana) |

### Grupp 2
| Nr | Lag                      | S | V | V+ | F | GM | IM | MS | P |
| -- | ------------------------ | - | - | -- | - | -- | -- | -- | - |
| 1  | Grenada                  | 2 | 2 | 0  | 0 | 7  | 1  | +6 | 6 |
| 2  | Amerikanska Jungfruöarna | 2 | 1 | 0  | 1 | 3  | 3  | 0  | 3 |
| 3  | Sint Maarten             | 2 | 0 | 0  | 2 | 1  | 7  | −6 | 0 |

|             | 22 mars 2016 | Grenada                                                                                           | 5 – 0           | Sint Maarten | National Stadium                             |                                              |
| 19:30 UTC−4 | 19:30 UTC−4  | Jake Rennie 52′ Jamal Charles 54′ Jean Sylveste 56′ (sjm.) Shavon John-Brown 67′ Shane Rennie 88′ | (0 – 0) Rapport |              | St. Georges Domare: Adrian Skeete (Barbados) | St. Georges Domare: Adrian Skeete (Barbados) |
| 19:30 UTC−4 | 19:30 UTC−4  |                                                                                                   |                 |              | St. Georges Domare: Adrian Skeete (Barbados) | St. Georges Domare: Adrian Skeete (Barbados) |
| 19:30 UTC−4 | 19:30 UTC−4  |                                                                                                   |                 |              | St. Georges Domare: Adrian Skeete (Barbados) | St. Georges Domare: Adrian Skeete (Barbados) |

|             | 26 mars 2016 | Sint Maarten        | 1 – 2           | Amerikanska Jungfruöarna                | Raoul Illidge Sports Complex                 |                                              |
| 20:00 UTC−4 | 20:00 UTC−4  | Ramsley Boelijn 89′ | (0 – 1) Rapport | 24′ Asanti Herring 76′ Trevor Wrensford | Philipsburg Domare: Sherwin Johnson (Guyana) | Philipsburg Domare: Sherwin Johnson (Guyana) |
| 20:00 UTC−4 | 20:00 UTC−4  |                     |                 |                                         | Philipsburg Domare: Sherwin Johnson (Guyana) | Philipsburg Domare: Sherwin Johnson (Guyana) |
| 20:00 UTC−4 | 20:00 UTC−4  |                     |                 |                                         | Philipsburg Domare: Sherwin Johnson (Guyana) | Philipsburg Domare: Sherwin Johnson (Guyana) |

|             | 29 mars 2016 | Amerikanska Jungfruöarna | 1 – 2           | Grenada                             | Addelita Cancryn Junior High School Ground        |                                                   |
| 16:15 UTC−4 | 16:15 UTC−4  | Trevor Wrensford 68′     | (0 – 1) Rapport | 15′ Shane Rennie 90+1′ Kino Sampson | Charlotte Amalie Domare: Walner Laventure (Haiti) | Charlotte Amalie Domare: Walner Laventure (Haiti) |
| 16:15 UTC−4 | 16:15 UTC−4  |                          |                 |                                     | Charlotte Amalie Domare: Walner Laventure (Haiti) | Charlotte Amalie Domare: Walner Laventure (Haiti) |
| 16:15 UTC−4 | 16:15 UTC−4  |                          |                 |                                     | Charlotte Amalie Domare: Walner Laventure (Haiti) | Charlotte Amalie Domare: Walner Laventure (Haiti) |

### Grupp 3
| Nr | Lag            | S | V | V+ | F | GM | IM | MS | P |
| -- | -------------- | - | - | -- | - | -- | -- | -- | - |
| 1  | Franska Guyana | 2 | 1 | 0  | 1 | 4  | 2  | +2 | 3 |
| 2  | Bermuda        | 2 | 1 | 0  | 1 | 3  | 3  | 0  | 3 |
| 3  | Kuba           | 2 | 1 | 0  | 1 | 2  | 4  | −2 | 3 |

|             | 22 mars 2016 | Kuba                                   | 2 – 1           | Bermuda           | Estadio Pedro Marrero                 |                                       |
| 15:30 UTC−4 | 15:30 UTC−4  | Daniel Luis Sáez 29′ Alberto Gómez 77′ | (1 – 0) Rapport | 90+1′ Jonte Smith | Havanna Domare: Karl Tyrell (Jamaica) | Havanna Domare: Karl Tyrell (Jamaica) |
| 15:30 UTC−4 | 15:30 UTC−4  |                                        |                 |                   | Havanna Domare: Karl Tyrell (Jamaica) | Havanna Domare: Karl Tyrell (Jamaica) |
| 15:30 UTC−4 | 15:30 UTC−4  |                                        |                 |                   | Havanna Domare: Karl Tyrell (Jamaica) | Havanna Domare: Karl Tyrell (Jamaica) |

|             | 26 mars 2016 | Bermuda                       | 2 – 1           | Franska Guyana  | National Stadium                            |                                             |
| 20:00 UTC−3 | 20:00 UTC−3  | Tre Ming 43′ Reggie Lambe 77′ | (1 – 1) Rapport | 37′ Rhudy Evens | Devonshire Domare: Trevor Taylor (Barbados) | Devonshire Domare: Trevor Taylor (Barbados) |
| 20:00 UTC−3 | 20:00 UTC−3  |                               |                 |                 | Devonshire Domare: Trevor Taylor (Barbados) | Devonshire Domare: Trevor Taylor (Barbados) |
| 20:00 UTC−3 | 20:00 UTC−3  |                               |                 |                 | Devonshire Domare: Trevor Taylor (Barbados) | Devonshire Domare: Trevor Taylor (Barbados) |

|             | 29 mars 2016 | Franska Guyana                              | 3 – 0           | Kuba | Stade Municipal Dr. Edmard Lama                  |                                                  |
| 19:30 UTC−3 | 19:30 UTC−3  | Loïc Baal 24′ Alex Eric 44′ Roy Contout 63′ | (2 – 0) Rapport |      | Remire-Montjoly Domare: Adrian Skeete (Barbados) | Remire-Montjoly Domare: Adrian Skeete (Barbados) |
| 19:30 UTC−3 | 19:30 UTC−3  |                                             |                 |      | Remire-Montjoly Domare: Adrian Skeete (Barbados) | Remire-Montjoly Domare: Adrian Skeete (Barbados) |
| 19:30 UTC−3 | 19:30 UTC−3  |                                             |                 |      | Remire-Montjoly Domare: Adrian Skeete (Barbados) | Remire-Montjoly Domare: Adrian Skeete (Barbados) |

### Grupp 4
| Nr | Lag                     | S | V | V+ | F | GM | IM | MS | P |
| -- | ----------------------- | - | - | -- | - | -- | -- | -- | - |
| 1  | Dominikanska republiken | 2 | 1 | 0  | 1 | 3  | 2  | +1 | 3 |
| 2  | Curaçao                 | 2 | 1 | 0  | 1 | 2  | 2  | 0  | 3 |
| 3  | Barbados                | 2 | 1 | 0  | 1 | 1  | 2  | −1 | 3 |

|             | 23 mars 2016 | Barbados             | 1 – 0           | Curaçao | Usain Bolt Sports Complex                 |                                           |
| 20:00 UTC−4 | 20:00 UTC−4  | Romario Harewood 69′ | (0 – 0) Rapport |         | Bridgetown Domare: Dwight Royal (Jamaica) | Bridgetown Domare: Dwight Royal (Jamaica) |
| 20:00 UTC−4 | 20:00 UTC−4  |                      |                 |         | Bridgetown Domare: Dwight Royal (Jamaica) | Bridgetown Domare: Dwight Royal (Jamaica) |
| 20:00 UTC−4 | 20:00 UTC−4  |                      |                 |         | Bridgetown Domare: Dwight Royal (Jamaica) | Bridgetown Domare: Dwight Royal (Jamaica) |

|             | 26 mars 2016 | Curaçao                                        | 2 – 1           | Dominikanska republiken | Ergilio Hato Stadium                      |                                           |
| 20:00 UTC−4 | 20:00 UTC−4  | Gino van Kessel 66′ Felitciano Zschusschen 81′ | (2 – 1) Rapport | 77′ Edipo Rodríguez     | Willemstad Domare: Dwight Royal (Jamaica) | Willemstad Domare: Dwight Royal (Jamaica) |
| 20:00 UTC−4 | 20:00 UTC−4  |                                                |                 |                         | Willemstad Domare: Dwight Royal (Jamaica) | Willemstad Domare: Dwight Royal (Jamaica) |
| 20:00 UTC−4 | 20:00 UTC−4  |                                                |                 |                         | Willemstad Domare: Dwight Royal (Jamaica) | Willemstad Domare: Dwight Royal (Jamaica) |

|             | 29 mars 2016 | Dominikanska republiken | 2 – 0           | Barbados | Estadio Olímpico Félix Sánchez                           |                                                          |
| 16:00 UTC−4 | 16:00 UTC−4  | Darly Batista 50′, 57′  | (0 – 0) Rapport |          | Santo Domingo Domare: Bryan Willet (Antigua och Barbuda) | Santo Domingo Domare: Bryan Willet (Antigua och Barbuda) |
| 16:00 UTC−4 | 16:00 UTC−4  |                         |                 |          | Santo Domingo Domare: Bryan Willet (Antigua och Barbuda) | Santo Domingo Domare: Bryan Willet (Antigua och Barbuda) |
| 16:00 UTC−4 | 16:00 UTC−4  |                         |                 |          | Santo Domingo Domare: Bryan Willet (Antigua och Barbuda) | Santo Domingo Domare: Bryan Willet (Antigua och Barbuda) |

### Grupp 5
| Nr | Lag         | S | V | V+ | F | GM | IM | MS  | P |
| -- | ----------- | - | - | -- | - | -- | -- | --- | - |
| 1  | Guyana      | 2 | 2 | 0  | 0 | 8  | 0  | +8  | 6 |
| 2  | Puerto Rico | 2 | 1 | 0  | 1 | 4  | 1  | +3  | 3 |
| 3  | Anguilla    | 2 | 0 | 0  | 2 | 0  | 11 | −11 | 0 |

|             | 22 mars 2016 | Guyana | 7 – 0           | Anguilla | Providence Stadium                                         |                                                            |
| 19:00 UTC−4 | 19:00 UTC−4  | Dwight Peters 11′, 30′ Christopher Nurse 14′ Neil Danns 34′ Gregory Richardson 45′ Vurlon Mills 47′ Marcel Barrington 65′ | (5 – 0) Rapport |          | Providence Domare: Sandy Vásquez (Dominikanska republiken) | Providence Domare: Sandy Vásquez (Dominikanska republiken) |
| 19:00 UTC−4 | 19:00 UTC−4  | |                 |          | Providence Domare: Sandy Vásquez (Dominikanska republiken) | Providence Domare: Sandy Vásquez (Dominikanska republiken) |
| 19:00 UTC−4 | 19:00 UTC−4  | |                 |          | Providence Domare: Sandy Vásquez (Dominikanska republiken) | Providence Domare: Sandy Vásquez (Dominikanska republiken) |

|             | 26 mars 2016 | Anguilla | 0 – 4           | Puerto Rico                                          | Raymond E. Guiscard Technical Centre                      |                                                           |
| 17:00 UTC−4 | 17:00 UTC−4  |          | (0 – 2) Rapport | 16′, 53′ Juan Coca 42′ Alexis Rivera 63′ Olvin Ortiz | The Valley Domare: Moeth Gaymes (Dominikanska republiken) | The Valley Domare: Moeth Gaymes (Dominikanska republiken) |
| 17:00 UTC−4 | 17:00 UTC−4  |          |                 |                                                      | The Valley Domare: Moeth Gaymes (Dominikanska republiken) | The Valley Domare: Moeth Gaymes (Dominikanska republiken) |
| 17:00 UTC−4 | 17:00 UTC−4  |          |                 |                                                      | The Valley Domare: Moeth Gaymes (Dominikanska republiken) | The Valley Domare: Moeth Gaymes (Dominikanska republiken) |

|             | 29 mars 2016 | Puerto Rico | 0 – 1           | Guyana          | Juan Ramón Loubriel Stadium                          |                                                      |
| 19:05 UTC−4 | 19:05 UTC−4  |             | (0 – 0) Rapport | 65′ King Austin | Bayamón Domare: Rodphin Harris (Trinidad och Tobago) | Bayamón Domare: Rodphin Harris (Trinidad och Tobago) |
| 19:05 UTC−4 | 19:05 UTC−4  |             |                 |                 | Bayamón Domare: Rodphin Harris (Trinidad och Tobago) | Bayamón Domare: Rodphin Harris (Trinidad och Tobago) |
| 19:05 UTC−4 | 19:05 UTC−4  |             |                 |                 | Bayamón Domare: Rodphin Harris (Trinidad och Tobago) | Bayamón Domare: Rodphin Harris (Trinidad och Tobago) |

### Grupp 6
| Nr | Lag          | S | V | V+ | F | GM | IM | MS | P |
| -- | ------------ | - | - | -- | - | -- | -- | -- | - |
| 1  | Surinam      | 2 | 1 | 0  | 1 | 3  | 2  | +1 | 3 |
| 2  | Guadeloupe   | 2 | 0 | 1  | 1 | 2  | 3  | −1 | 3 |
| 3  | Saint-Martin | 0 | 0 | 0  | 0 | 0  | 0  | 0  | 0 |

|             | 22 mars 2016 | Guadeloupe                                                                    | 0000 0 – 0 (e.fl.)         | Surinam                                                               | Stade René Serge Nabajoth                |                                          |
| 20:00 UTC−4 | 20:00 UTC−4  |                                                                               | Rapport                    |                                                                       | Les Abymes Domare: Adzer Ariznat (Haiti) | Les Abymes Domare: Adzer Ariznat (Haiti) |
| 20:00 UTC−4 | 20:00 UTC−4  |                                                                               |                            |                                                                       | Les Abymes Domare: Adzer Ariznat (Haiti) | Les Abymes Domare: Adzer Ariznat (Haiti) |
| 20:00 UTC−4 | 20:00 UTC−4  | Dimitri Milon Claudio Beauvue Alexandre Alphonse Willy Laurence Mathias Babel | Straffsparksläggning 3 – 2 | Stefano Rijssel Joël Baja Galgyto Talea Gilberto Eind Claidel Kohinor | Les Abymes Domare: Adzer Ariznat (Haiti) | Les Abymes Domare: Adzer Ariznat (Haiti) |

|             | 29 mars 2016 | Surinam                                      | 3 – 2           | Guadeloupe                          | André Kamperveen Stadion                     |                                              |
| 16:30 UTC−3 | 16:30 UTC−3  | Stefano Rijssel 30′, 36′ Mitchell Kisoor 41′ | (3 – 2) Rapport | 15′ Claudio Beauvue 32′ Livio Nabab | Paramaribo Domare: Wilson Da Costa (Bahamas) | Paramaribo Domare: Wilson Da Costa (Bahamas) |
| 16:30 UTC−3 | 16:30 UTC−3  |                                              |                 |                                     | Paramaribo Domare: Wilson Da Costa (Bahamas) | Paramaribo Domare: Wilson Da Costa (Bahamas) |
| 16:30 UTC−3 | 16:30 UTC−3  |                                              |                 |                                     | Paramaribo Domare: Wilson Da Costa (Bahamas) | Paramaribo Domare: Wilson Da Costa (Bahamas) |

### Grupp 7
| Nr | Lag                    | S | V | V+ | F | GM | IM | MS  | P |
| -- | ---------------------- | - | - | -- | - | -- | -- | --- | - |
| 1  | Martinique             | 2 | 2 | 0  | 0 | 7  | 1  | +6  | 6 |
| 2  | Dominica               | 2 | 1 | 0  | 1 | 8  | 4  | +4  | 3 |
| 3  | Brittiska Jungfruöarna | 2 | 0 | 0  | 2 | 0  | 14 | −14 | 0 |

|             | 23 mars 2016 | Martinique                                              | 3 – 0           | Brittiska Jungfruöarna | Stade Pierre-Aliker                                    |                                                        |
| 20:00 UTC−4 | 20:00 UTC−4  | Kévin Parsemain 12′ Yoann Arquin 68′ Steeven Langil 84′ | (1 – 0) Rapport |                        | Fort-de-France Domare: Michael van der Sande (Curaçao) | Fort-de-France Domare: Michael van der Sande (Curaçao) |
| 20:00 UTC−4 | 20:00 UTC−4  |                                                         |                 |                        | Fort-de-France Domare: Michael van der Sande (Curaçao) | Fort-de-France Domare: Michael van der Sande (Curaçao) |
| 20:00 UTC−4 | 20:00 UTC−4  |                                                         |                 |                        | Fort-de-France Domare: Michael van der Sande (Curaçao) | Fort-de-France Domare: Michael van der Sande (Curaçao) |

|             | 26 mars 2016 | Brittiska Jungfruöarna | 0 – 7           | Dominica                                                                                           | AO Shirley Recreation Ground                             |                                                          |
| 16:00 UTC−4 | 16:00 UTC−4  |                        | (0 – 4) Rapport | 20′ (sjm.) Ryan Dicker 28′, 51′ Kelrick Walters 33′ Chad Bertrand 44′, 55′, 85′ (str.) Julian Wade | Road Town Domare: Gianni Ascani (Turks- och Caicosöarna) | Road Town Domare: Gianni Ascani (Turks- och Caicosöarna) |
| 16:00 UTC−4 | 16:00 UTC−4  |                        |                 | | Road Town Domare: Gianni Ascani (Turks- och Caicosöarna) | Road Town Domare: Gianni Ascani (Turks- och Caicosöarna) |
| 16:00 UTC−4 | 16:00 UTC−4  |                        |                 | | Road Town Domare: Gianni Ascani (Turks- och Caicosöarna) | Road Town Domare: Gianni Ascani (Turks- och Caicosöarna) |

|             | 29 mars 2016 | Dominica                 | 1 – 4           | Martinique                                                                       | Windsor Park                             |                                          |
| 19:00 UTC−4 | 19:00 UTC−4  | Chad Bertrand 44′ (str.) | (0 – 2) Rapport | 11′ (sjm.) Malcolm Joseph 23′ Daniel Hérelle 53′ Yoann Arquin 88′ Stéphane Abaul | Roseau Domare: Swason Owen (Caymanöarna) | Roseau Domare: Swason Owen (Caymanöarna) |
| 19:00 UTC−4 | 19:00 UTC−4  |                          |                 |                                                                                  | Roseau Domare: Swason Owen (Caymanöarna) | Roseau Domare: Swason Owen (Caymanöarna) |
| 19:00 UTC−4 | 19:00 UTC−4  |                          |                 |                                                                                  | Roseau Domare: Swason Owen (Caymanöarna) | Roseau Domare: Swason Owen (Caymanöarna) |

## Andra omgången
15 stycken länder deltar i den andra omgången som är fördelade i fem grupper.
Samtliga gruppvinnare och de bästa fyra grupptvåorna avancerar till den tredje omgången.

### Grupp 1
| Nr | Lag                 | S | V | V+ | F | GM | IM | MS | P |
| -- | ------------------- | - | - | -- | - | -- | -- | -- | - |
| 1  | Puerto Rico         | 2 | 0 | 2  | 0 | 5  | 4  | +1 | 6 |
| 2  | Antigua och Barbuda | 2 | 1 | 0  | 1 | 6  | 3  | +3 | 3 |
| 3  | Grenada             | 2 | 0 | 0  | 2 | 4  | 8  | −4 | 0 |

|             | 1 juni 2016 | Grenada                                                          | 0000 3 – 3 (e.fl.)         | Puerto Rico                                          | National Stadium                                 |                                                  |
| 20:00 UTC−4 | 20:00 UTC−4 | Shavon John-Brown 3′, 27′ Moron Phillip 38′                      | (3 – 1) Rapport            | 44′ (str.), 62′ Héctor Ramos 88′ Olvin Ortiz         | Saint George's Domare: Wilson Da Costa (Bahamas) | Saint George's Domare: Wilson Da Costa (Bahamas) |
| 20:00 UTC−4 | 20:00 UTC−4 |                                                                  |                            |                                                      | Saint George's Domare: Wilson Da Costa (Bahamas) | Saint George's Domare: Wilson Da Costa (Bahamas) |
| 20:00 UTC−4 | 20:00 UTC−4 | Jake Rennie Rohan George Alec Andall Aswad Phillip Jamal Charles | Straffsparksläggning 3 – 4 | Héctor Ramos Jorge Rivera Manolo Sánchez Olvin Ortiz | Saint George's Domare: Wilson Da Costa (Bahamas) | Saint George's Domare: Wilson Da Costa (Bahamas) |

|             | 4 juni 2016 | Puerto Rico           | 0000 2 – 1 (e.fl.) | Antigua och Barbuda   | Juan Ramón Loubriel Stadium                             |                                                         |
| 19:30 UTC−4 | 19:30 UTC−4 | Héctor Ramos 6′, 115′ | (1 – 1) Rapport    | 35′ Dexter Blackstock | Bayamón Domare: Sandy Vásquez (Dominikanska republiken) | Bayamón Domare: Sandy Vásquez (Dominikanska republiken) |
| 19:30 UTC−4 | 19:30 UTC−4 |                       |                    |                       | Bayamón Domare: Sandy Vásquez (Dominikanska republiken) | Bayamón Domare: Sandy Vásquez (Dominikanska republiken) |
| 19:30 UTC−4 | 19:30 UTC−4 |                       |                    |                       | Bayamón Domare: Sandy Vásquez (Dominikanska republiken) | Bayamón Domare: Sandy Vásquez (Dominikanska republiken) |

|             | 7 juni 2016 | Antigua och Barbuda                                                                       | 5 – 1           | Grenada           | Sir Vivian Richards Stadium                               |                                                           |
| 19:30 UTC−4 | 19:30 UTC−4 | Peter Byers 51′ Calaum Jahraldo-Martin 61′, 83′ Keiran Murtagh 76′ Tevaughn Harriette 77′ | (0 – 0) Rapport | 73′ Jamal Charles | Saint John's Domare: Rodphin Harris (Trinidad och Tobago) | Saint John's Domare: Rodphin Harris (Trinidad och Tobago) |
| 19:30 UTC−4 | 19:30 UTC−4 |                                                                                           |                 |                   | Saint John's Domare: Rodphin Harris (Trinidad och Tobago) | Saint John's Domare: Rodphin Harris (Trinidad och Tobago) |
| 19:30 UTC−4 | 19:30 UTC−4 |                                                                                           |                 |                   | Saint John's Domare: Rodphin Harris (Trinidad och Tobago) | Saint John's Domare: Rodphin Harris (Trinidad och Tobago) |

### Grupp 2
| Nr | Lag        | S | V | V+ | F | GM | IM | MS | P |
| -- | ---------- | - | - | -- | - | -- | -- | -- | - |
| 1  | Martinique | 2 | 2 | 0  | 0 | 6  | 0  | +6 | 6 |
| 2  | Guadeloupe | 2 | 1 | 0  | 1 | 2  | 3  | −1 | 3 |
| 3  | Dominica   | 2 | 0 | 0  | 2 | 1  | 6  | −5 | 0 |

|             | 1 juni 2016 | Martinique                                       | 2 – 0           | Guadeloupe | Stade Pierre-Aliker                             |                                                 |
| 20:00 UTC−4 | 20:00 UTC−4 | Antoine Jean-Baptiste 67′ Jean-Sylvain Babin 79′ | (0 – 0) Rapport |            | Fort-de-France Domare: Adrian Skeete (Barbados) | Fort-de-France Domare: Adrian Skeete (Barbados) |
| 20:00 UTC−4 | 20:00 UTC−4 |                                                  |                 |            | Fort-de-France Domare: Adrian Skeete (Barbados) | Fort-de-France Domare: Adrian Skeete (Barbados) |
| 20:00 UTC−4 | 20:00 UTC−4 |                                                  |                 |            | Fort-de-France Domare: Adrian Skeete (Barbados) | Fort-de-France Domare: Adrian Skeete (Barbados) |

|             | 4 juni 2016 | Guadeloupe                       | 2 – 1           | Dominica        | Stade René Serge Nabajoth                          |                                                    |
| 20:00 UTC−4 | 20:00 UTC−4 | Elbert Anatol 23′ Gilles Dan 64′ | (1 – 1) Rapport | 41′ Julian Wade | Les Abymes Domare: Michael van der Sande (Curaçao) | Les Abymes Domare: Michael van der Sande (Curaçao) |
| 20:00 UTC−4 | 20:00 UTC−4 |                                  |                 |                 | Les Abymes Domare: Michael van der Sande (Curaçao) | Les Abymes Domare: Michael van der Sande (Curaçao) |
| 20:00 UTC−4 | 20:00 UTC−4 |                                  |                 |                 | Les Abymes Domare: Michael van der Sande (Curaçao) | Les Abymes Domare: Michael van der Sande (Curaçao) |

|             | 7 juni 2016 | Dominica | 0 – 4           | Martinique                                                         | Windsor Park                          |                                       |
| 19:00 UTC−4 | 19:00 UTC−4 |          | (0 – 1) Rapport | 6′ Johan Audel 41′ Jordy Delem 58′ Bruno Grougi 69′ Steeven Langil | Roseau Domare: Sherwin Moore (Guyana) | Roseau Domare: Sherwin Moore (Guyana) |
| 19:00 UTC−4 | 19:00 UTC−4 |          |                 |                                                                    | Roseau Domare: Sherwin Moore (Guyana) | Roseau Domare: Sherwin Moore (Guyana) |
| 19:00 UTC−4 | 19:00 UTC−4 |          |                 |                                                                    | Roseau Domare: Sherwin Moore (Guyana) | Roseau Domare: Sherwin Moore (Guyana) |

### Grupp 3
| Nr | Lag                      | S | V | V+ | F | GM | IM | MS  | P |
| -- | ------------------------ | - | - | -- | - | -- | -- | --- | - |
| 1  | Curaçao                  | 2 | 2 | 0  | 0 | 12 | 2  | +10 | 6 |
| 2  | Guyana                   | 2 | 1 | 0  | 1 | 9  | 5  | +4  | 3 |
| 3  | Amerikanska Jungfruöarna | 2 | 0 | 0  | 2 | 0  | 14 | −14 | 0 |

|             | 1 juni 2016 | Guyana                                   | 2 – 5           | Curaçao                                                      | Ergilio Hato Stadium                                   |                                                        |
| 20:00 UTC−4 | 20:00 UTC−4 | Sheldon Holder 18′ Brandon Beresford 78′ | (1 – 2) Rapport | 7′, 61′, 89′ Felitciano Zschusschen 42′, 63′ Gino van Kessel | Willemstad (Curaçao) Domare: Valdin Legister (Jamaica) | Willemstad (Curaçao) Domare: Valdin Legister (Jamaica) |
| 20:00 UTC−4 | 20:00 UTC−4 |                                          |                 |                                                              | Willemstad (Curaçao) Domare: Valdin Legister (Jamaica) | Willemstad (Curaçao) Domare: Valdin Legister (Jamaica) |
| 20:00 UTC−4 | 20:00 UTC−4 |                                          |                 |                                                              | Willemstad (Curaçao) Domare: Valdin Legister (Jamaica) | Willemstad (Curaçao) Domare: Valdin Legister (Jamaica) |

|             | 4 juni 2016 | Amerikanska Jungfruöarna | 0 – 7           | Guyana                                                                                  | Addelita Cancryn Junior High School Ground              |                                                         |
| 16:15 UTC−4 | 16:15 UTC−4 |                          | (0 – 4) Rapport | 23′, 74′ Trayon Bobb 25′, 44′ Ricky Shakes 30′ Devon Millington 68′, 87′ Anthony Abrams | Charlotte Amalie Domare: William Anderson (Puerto Rico) | Charlotte Amalie Domare: William Anderson (Puerto Rico) |
| 16:15 UTC−4 | 16:15 UTC−4 |                          |                 |                                                                                         | Charlotte Amalie Domare: William Anderson (Puerto Rico) | Charlotte Amalie Domare: William Anderson (Puerto Rico) |
| 16:15 UTC−4 | 16:15 UTC−4 |                          |                 |                                                                                         | Charlotte Amalie Domare: William Anderson (Puerto Rico) | Charlotte Amalie Domare: William Anderson (Puerto Rico) |

|             | 7 juni 2016 | Curaçao                                                                                               | 7 – 0           | Amerikanska Jungfruöarna | Ergilio Hato Stadium                           |                                                |
| 19:30 UTC−4 | 19:30 UTC−4 | Gino van Kessel 2′, 24′, 50′ Felitciano Zschusschen 10′, 54′ Leandro Bacuna 45′ Gevaro Nepomuceno 70′ | (4 – 0) Rapport |                          | Willemstad Domare: Veralton Nembhard (Jamaica) | Willemstad Domare: Veralton Nembhard (Jamaica) |
| 19:30 UTC−4 | 19:30 UTC−4 | |                 |                          | Willemstad Domare: Veralton Nembhard (Jamaica) | Willemstad Domare: Veralton Nembhard (Jamaica) |
| 19:30 UTC−4 | 19:30 UTC−4 | |                 |                          | Willemstad Domare: Veralton Nembhard (Jamaica) | Willemstad Domare: Veralton Nembhard (Jamaica) |

### Grupp 4
| Nr | Lag                     | S | V | V+ | F | GM | IM | MS | P |
| -- | ----------------------- | - | - | -- | - | -- | -- | -- | - |
| 1  | Dominikanska republiken | 2 | 2 | 0  | 0 | 3  | 1  | +2 | 6 |
| 2  | Franska Guyana          | 2 | 1 | 0  | 1 | 4  | 2  | +2 | 3 |
| 3  | Bermuda                 | 2 | 0 | 0  | 2 | 0  | 4  | −4 | 0 |

|             | 4 juni 2016 | Bermuda | 0 – 1           | Dominikanska republiken | National Stadium                            |                                             |
| 21:00 UTC−3 | 21:00 UTC−3 |         | (0 – 1) Rapport | 27′ Jonathan Faña       | Devonshire Domare: Kevin Morrison (Jamaica) | Devonshire Domare: Kevin Morrison (Jamaica) |
| 21:00 UTC−3 | 21:00 UTC−3 |         |                 |                         | Devonshire Domare: Kevin Morrison (Jamaica) | Devonshire Domare: Kevin Morrison (Jamaica) |
| 21:00 UTC−3 | 21:00 UTC−3 |         |                 |                         | Devonshire Domare: Kevin Morrison (Jamaica) | Devonshire Domare: Kevin Morrison (Jamaica) |

|             | 7 juni 2016 | Dominikanska republiken | 2 – 1           | Franska Guyana  | Estadio Olímpico Félix Sánchez                             |                                                            |
| 16:00 UTC−4 | 16:00 UTC−4 | Jonathan Faña 41′, 53′  | (1 – 1) Rapport | 22′ Rhudy Evens | Santo Domingo Domare: Michel Raynel Rodríguez Roque (Kuba) | Santo Domingo Domare: Michel Raynel Rodríguez Roque (Kuba) |
| 16:00 UTC−4 | 16:00 UTC−4 |                         |                 |                 | Santo Domingo Domare: Michel Raynel Rodríguez Roque (Kuba) | Santo Domingo Domare: Michel Raynel Rodríguez Roque (Kuba) |
| 16:00 UTC−4 | 16:00 UTC−4 |                         |                 |                 | Santo Domingo Domare: Michel Raynel Rodríguez Roque (Kuba) | Santo Domingo Domare: Michel Raynel Rodríguez Roque (Kuba) |

|             | 19 juni 2016 | Franska Guyana                                       | 3 – 0           | Bermuda | Stade Municipal Dr. Edmard Lama                              |                                                              |
| 19:00 UTC−3 | 19:00 UTC−3  | Kévin Rimane 64′ Arnold Abelenti 80′ Roy Contout 82′ | (0 – 0) Rapport |         | Remire-Montjoly Domare: Kimbell Ward (Saint Kitts och Nevis) | Remire-Montjoly Domare: Kimbell Ward (Saint Kitts och Nevis) |
| 19:00 UTC−3 | 19:00 UTC−3  |                                                      |                 |         | Remire-Montjoly Domare: Kimbell Ward (Saint Kitts och Nevis) | Remire-Montjoly Domare: Kimbell Ward (Saint Kitts och Nevis) |
| 19:00 UTC−3 | 19:00 UTC−3  |                                                      |                 |         | Remire-Montjoly Domare: Kimbell Ward (Saint Kitts och Nevis) | Remire-Montjoly Domare: Kimbell Ward (Saint Kitts och Nevis) |

### Grupp 5
| Nr | Lag                            | S | V | V+ | F | GM | IM | MS | P |
| -- | ------------------------------ | - | - | -- | - | -- | -- | -- | - |
| 1  | Saint Kitts och Nevis          | 2 | 2 | 0  | 0 | 2  | 0  | +2 | 6 |
| 2  | Surinam                        | 2 | 1 | 0  | 1 | 2  | 0  | +2 | 3 |
| 3  | Saint Vincent och Grenadinerna | 2 | 0 | 0  | 2 | 1  | 3  | −2 | 0 |

|             | 1 juni 2016 | Saint Kitts och Nevis | 1 – 0           | Surinam | Warner Park Sporting Complex                           |                                                        |
| 20:00 UTC−4 | 20:00 UTC−4 | Harry Panayiotou 30′  | (1 – 0) Rapport |         | Basseterre Domare: Bryan Willett (Antigua och Barbuda) | Basseterre Domare: Bryan Willett (Antigua och Barbuda) |
| 20:00 UTC−4 | 20:00 UTC−4 |                       |                 |         | Basseterre Domare: Bryan Willett (Antigua och Barbuda) | Basseterre Domare: Bryan Willett (Antigua och Barbuda) |
| 20:00 UTC−4 | 20:00 UTC−4 |                       |                 |         | Basseterre Domare: Bryan Willett (Antigua och Barbuda) | Basseterre Domare: Bryan Willett (Antigua och Barbuda) |

|             | 4 juni 2016 | Surinam                                 | 2 – 1           | Saint Vincent och Grenadinerna | André Kamperveen Stadion                 |                                          |
| 16:00 UTC−4 | 16:00 UTC−4 | Mitchell Kisoor 85′ Melvin Valies 90+4′ | (0 – 0) Rapport | 71′ Myron Samuel               | Paramaribo Domare: Karl Tyrell (Jamaica) | Paramaribo Domare: Karl Tyrell (Jamaica) |
| 16:00 UTC−4 | 16:00 UTC−4 |                                         |                 |                                | Paramaribo Domare: Karl Tyrell (Jamaica) | Paramaribo Domare: Karl Tyrell (Jamaica) |
| 16:00 UTC−4 | 16:00 UTC−4 |                                         |                 |                                | Paramaribo Domare: Karl Tyrell (Jamaica) | Paramaribo Domare: Karl Tyrell (Jamaica) |

|             | 7 juni 2016 | Saint Vincent och Grenadinerna | 0 – 1           | Saint Kitts och Nevis | Arnos Vale Stadium                         |                                            |
| 17:30 UTC−4 | 17:30 UTC−4 |                                | (0 – 1) Rapport | 6′ Javeim Blanchette  | Kingstown Domare: Walner Laventure (Haiti) | Kingstown Domare: Walner Laventure (Haiti) |
| 17:30 UTC−4 | 17:30 UTC−4 |                                |                 |                       | Kingstown Domare: Walner Laventure (Haiti) | Kingstown Domare: Walner Laventure (Haiti) |
| 17:30 UTC−4 | 17:30 UTC−4 |                                |                 |                       | Kingstown Domare: Walner Laventure (Haiti) | Kingstown Domare: Walner Laventure (Haiti) |

### Ranking av grupptvåor
| Nr | Lag (grupp)             | S | V | V+ | F | GM | IM | MS | P |
| -- | ----------------------- | - | - | -- | - | -- | -- | -- | - |
| 1  | Guyana (3)              | 2 | 1 | 0  | 1 | 9  | 5  | +4 | 3 |
| 2  | Antigua och Barbuda (1) | 2 | 1 | 0  | 1 | 6  | 3  | +3 | 3 |
| 3  | Guyana (4)              | 2 | 1 | 0  | 1 | 4  | 2  | +2 | 3 |
| 4  | Surinam (5)             | 2 | 1 | 0  | 1 | 2  | 2  | 0  | 3 |
| 5  | Guadeloupe (2)          | 2 | 1 | 0  | 1 | 2  | 3  | −1 | 3 |

## Tredje omgången
Tolv stycken länder deltar i tredje omgången som är fördelade i fyra grupper.
Samtliga gruppvinnare kvalificerar sig till Karibiska mästerskapet 2017. De bästa tre grupptvåorna avancerar till playoff om femteplats.

### Grupp 1
| Nr | Lag     | S | V | V+ | F | GM | IM | MS | P |
| -- | ------- | - | - | -- | - | -- | -- | -- | - |
| 1  | Jamaica | 2 | 1 | 1  | 0 | 5  | 2  | +3 | 6 |
| 2  | Surinam | 2 | 0 | 1  | 1 | 3  | 3  | 0  | 3 |
| 3  | Guyana  | 2 | 0 | 0  | 2 | 4  | 7  | −3 | 0 |

|             | 8 oktober 2016 | Surinam                                                        | 0000 3 – 2 (e.fl.) | Guyana                                      | André Kamperveen Stadion                  |                                           |
| 16:30 UTC−3 | 16:30 UTC−3    | Mitchell Kisoor 58′ Galgyto Talea 103′ Ivanildo Rozenblad 110′ | (0 – 1) Rapport    | 4′ Marcel Barrington 120′ Kai McKenzie-Lyle | Paramaribo Domare: Dwight Royal (Jamaica) | Paramaribo Domare: Dwight Royal (Jamaica) |
| 16:30 UTC−3 | 16:30 UTC−3    |                                                                |                    |                                             | Paramaribo Domare: Dwight Royal (Jamaica) | Paramaribo Domare: Dwight Royal (Jamaica) |
| 16:30 UTC−3 | 16:30 UTC−3    |                                                                |                    |                                             | Paramaribo Domare: Dwight Royal (Jamaica) | Paramaribo Domare: Dwight Royal (Jamaica) |

|             | 11 oktober 2016 | Guyana                 | 0000 2 – 4 (e.fl.) | Jamaica                                                                    | Leonora Stadium                                     |                                                     |
| 20:00 UTC−4 | 20:00 UTC−4     | Adrian Butters 7′, 30′ | (2 – 0) Rapport    | 63′ Je-Vaughn Watson 88′ Dicoy Williams 116′ Shaun Francis 120′ Cory Burke | Leonora Domare: Kerry Skepple (Antigua och Barbuda) | Leonora Domare: Kerry Skepple (Antigua och Barbuda) |
| 20:00 UTC−4 | 20:00 UTC−4     |                        |                    |                                                                            | Leonora Domare: Kerry Skepple (Antigua och Barbuda) | Leonora Domare: Kerry Skepple (Antigua och Barbuda) |
| 20:00 UTC−4 | 20:00 UTC−4     |                        |                    |                                                                            | Leonora Domare: Kerry Skepple (Antigua och Barbuda) | Leonora Domare: Kerry Skepple (Antigua och Barbuda) |

|             | 13 november 2016 | Jamaica        | 1 – 0           | Surinam | Anthony Spaulding Sports Complex           |                                            |
| 20:00 UTC−5 | 20:00 UTC−5      | Cory Burke 16′ | (1 – 0) Rapport |         | Kingston Domare: Wilson Da Costa (Bahamas) | Kingston Domare: Wilson Da Costa (Bahamas) |
| 20:00 UTC−5 | 20:00 UTC−5      |                |                 |         | Kingston Domare: Wilson Da Costa (Bahamas) | Kingston Domare: Wilson Da Costa (Bahamas) |
| 20:00 UTC−5 | 20:00 UTC−5      |                |                 |         | Kingston Domare: Wilson Da Costa (Bahamas) | Kingston Domare: Wilson Da Costa (Bahamas) |

### Grupp 2
| Nr | Lag                   | S | V | V+ | F | GM | IM | MS | P |
| -- | --------------------- | - | - | -- | - | -- | -- | -- | - |
| 1  | Franska Guyana        | 2 | 2 | 0  | 0 | 6  | 2  | +4 | 6 |
| 2  | Haiti                 | 2 | 0 | 1  | 1 | 4  | 5  | −1 | 3 |
| 3  | Saint Kitts och Nevis | 2 | 0 | 0  | 2 | 0  | 3  | −3 | 0 |

|             | 8 oktober 2016 | Franska Guyana | 1 – 0           | Saint Kitts och Nevis | Stade Municipal Dr. Edmard Lama                     |                                                     |
| 20:00 UTC−3 | 20:00 UTC−3    | Abelinti 63′   | (0 – 0) Rapport |                       | Remire-Montjoly Domare: Javier Santos (Puerto Rico) | Remire-Montjoly Domare: Javier Santos (Puerto Rico) |
| 20:00 UTC−3 | 20:00 UTC−3    |                |                 |                       | Remire-Montjoly Domare: Javier Santos (Puerto Rico) | Remire-Montjoly Domare: Javier Santos (Puerto Rico) |
| 20:00 UTC−3 | 20:00 UTC−3    |                |                 |                       | Remire-Montjoly Domare: Javier Santos (Puerto Rico) | Remire-Montjoly Domare: Javier Santos (Puerto Rico) |

|             | 9 november 2016 | Haiti                                      | 2 – 5           | Franska Guyana                                                       | Stade Sylvio Cator                                             |                                                                |
| 20:00 UTC−5 | 20:00 UTC−5     | Mechack Jérôme 4′ (str.) Duckens Nazon 27′ | (2 – 1) Rapport | 38′, 58′, 64′ (str.) Sloan Privat 67′ Rhudy Evens 90+1′ Ludovic Baal | Port-au-Prince Domare: Sandy Vásquez (Dominikanska republiken) | Port-au-Prince Domare: Sandy Vásquez (Dominikanska republiken) |
| 20:00 UTC−5 | 20:00 UTC−5     |                                            |                 |                                                                      | Port-au-Prince Domare: Sandy Vásquez (Dominikanska republiken) | Port-au-Prince Domare: Sandy Vásquez (Dominikanska republiken) |
| 20:00 UTC−5 | 20:00 UTC−5     |                                            |                 |                                                                      | Port-au-Prince Domare: Sandy Vásquez (Dominikanska republiken) | Port-au-Prince Domare: Sandy Vásquez (Dominikanska republiken) |

|             | 13 november 2016 | Saint Kitts och Nevis | 0000 0 – 2 (e.fl.) | Haiti                                         | Warner Park Sporting Complex                  |                                               |
| 20:00 UTC−4 | 20:00 UTC−4      |                       | (0 – 0) Rapport    | 102′ Wilde-Donald Guerrier 119′ Duckens Nazon | Basseterre Domare: Johannes Dolaini (Surinam) | Basseterre Domare: Johannes Dolaini (Surinam) |
| 20:00 UTC−4 | 20:00 UTC−4      |                       |                    |                                               | Basseterre Domare: Johannes Dolaini (Surinam) | Basseterre Domare: Johannes Dolaini (Surinam) |
| 20:00 UTC−4 | 20:00 UTC−4      |                       |                    |                                               | Basseterre Domare: Johannes Dolaini (Surinam) | Basseterre Domare: Johannes Dolaini (Surinam) |

### Grupp 3
| Nr | Lag                 | S | V | V+ | F | GM | IM | MS | P |
| -- | ------------------- | - | - | -- | - | -- | -- | -- | - |
| 1  | Curaçao             | 2 | 1 | 1  | 0 | 7  | 2  | +5 | 6 |
| 2  | Antigua och Barbuda | 2 | 1 | 0  | 1 | 2  | 3  | −1 | 3 |
| 3  | Puerto Rico         | 2 | 0 | 0  | 2 | 2  | 6  | −4 | 0 |

|             | 5 oktober 2016 | Curaçao                                                  | 3 – 0           | Antigua och Barbuda | Ergilio Hato Stadium                        |                                             |
| 20:00 UTC−4 | 20:00 UTC−4    | Leandro Bacuna 12′ Rangelo Janga 80′ Gino van Kessel 90′ | (1 – 0) Rapport |                     | Willemstad Domare: Adrian Skeete (Barbados) | Willemstad Domare: Adrian Skeete (Barbados) |
| 20:00 UTC−4 | 20:00 UTC−4    |                                                          |                 |                     | Willemstad Domare: Adrian Skeete (Barbados) | Willemstad Domare: Adrian Skeete (Barbados) |
| 20:00 UTC−4 | 20:00 UTC−4    |                                                          |                 |                     | Willemstad Domare: Adrian Skeete (Barbados) | Willemstad Domare: Adrian Skeete (Barbados) |

|             | 8 oktober 2016 | Antigua och Barbuda              | 2 – 0           | Puerto Rico | Antigua Recreation Ground                   |                                             |
| 19:15 UTC−4 | 19:15 UTC−4    | Peter Byers 43′ Stefan Smith 86′ | (1 – 0) Rapport |             | Saint John's Domare: Sherwin Moore (Guyana) | Saint John's Domare: Sherwin Moore (Guyana) |
| 19:15 UTC−4 | 19:15 UTC−4    |                                  |                 |             | Saint John's Domare: Sherwin Moore (Guyana) | Saint John's Domare: Sherwin Moore (Guyana) |
| 19:15 UTC−4 | 19:15 UTC−4    |                                  |                 |             | Saint John's Domare: Sherwin Moore (Guyana) | Saint John's Domare: Sherwin Moore (Guyana) |

|             | 11 oktober 2016 | Puerto Rico                     | 0000 2 – 4 (e.fl.) | Curaçao                                                                 | Juan Ramón Loubriel Stadium                      |                                                  |
| 19:30 UTC−4 | 19:30 UTC−4     | Héctor Ramos 16′ Mike Ramos 27′ | (2 – 0) Rapport    | 69′ Rangelo Janga 85′, 120+1′ Leandro Bacuna 97′ Felitciano Zschusschen | Bayamón Domare: Keon Yorke (Trinidad och Tobago) | Bayamón Domare: Keon Yorke (Trinidad och Tobago) |
| 19:30 UTC−4 | 19:30 UTC−4     |                                 |                    |                                                                         | Bayamón Domare: Keon Yorke (Trinidad och Tobago) | Bayamón Domare: Keon Yorke (Trinidad och Tobago) |
| 19:30 UTC−4 | 19:30 UTC−4     |                                 |                    |                                                                         | Bayamón Domare: Keon Yorke (Trinidad och Tobago) | Bayamón Domare: Keon Yorke (Trinidad och Tobago) |

### Grupp 4
| Nr | Lag                     | S | V | V+ | F | GM | IM | MS | P |
| -- | ----------------------- | - | - | -- | - | -- | -- | -- | - |
| 1  | Martinique              | 2 | 1 | 1  | 0 | 4  | 1  | +3 | 6 |
| 2  | Trinidad och Tobago     | 2 | 1 | 0  | 1 | 4  | 2  | +2 | 3 |
| 3  | Dominikanska republiken | 2 | 0 | 0  | 2 | 1  | 6  | −5 | 0 |

|             | 5 oktober 2016 | Trinidad och Tobago                         | 4 – 0           | Dominikanska republiken | Ato Boldon Stadium                                 |                                                    |
| 19:00 UTC−4 | 19:00 UTC−4    | Kevin Molino 14′, 18′, 55′ Cordell Cato 30′ | (3 – 0) Rapport |                         | Couva Domare: Kimbell Ward (Saint Kitts och Nevis) | Couva Domare: Kimbell Ward (Saint Kitts och Nevis) |
| 19:00 UTC−4 | 19:00 UTC−4    |                                             |                 |                         | Couva Domare: Kimbell Ward (Saint Kitts och Nevis) | Couva Domare: Kimbell Ward (Saint Kitts och Nevis) |
| 19:00 UTC−4 | 19:00 UTC−4    |                                             |                 |                         | Couva Domare: Kimbell Ward (Saint Kitts och Nevis) | Couva Domare: Kimbell Ward (Saint Kitts och Nevis) |

|             | 8 oktober 2016 | Dominikanska republiken | 1 – 2           | Martinique                             | Estadio Panamericano                        |                                             |
| 16:00 UTC−4 | 16:00 UTC−4    | Beard 75′               | (0 – 1) Rapport | 14′ Steeven Langil 89′ Mathias Coureur | San Cristóbal Domare: Yadel Martínez (Kuba) | San Cristóbal Domare: Yadel Martínez (Kuba) |
| 16:00 UTC−4 | 16:00 UTC−4    |                         |                 |                                        | San Cristóbal Domare: Yadel Martínez (Kuba) | San Cristóbal Domare: Yadel Martínez (Kuba) |
| 16:00 UTC−4 | 16:00 UTC−4    |                         |                 |                                        | San Cristóbal Domare: Yadel Martínez (Kuba) | San Cristóbal Domare: Yadel Martínez (Kuba) |

|             | 11 oktober 2016 | Martinique                               | 0000 2 – 0 (e.fl.) | Trinidad och Tobago | Stade Pierre-Aliker                              |                                                  |
| 20:00 UTC−4 | 20:00 UTC−4     | Kévin Parsemain 105′ Steeven Langil 120′ | (0 – 0) Rapport    |                     | Fort-de-France Domare: Valdin Legister (Jamaica) | Fort-de-France Domare: Valdin Legister (Jamaica) |
| 20:00 UTC−4 | 20:00 UTC−4     |                                          |                    |                     | Fort-de-France Domare: Valdin Legister (Jamaica) | Fort-de-France Domare: Valdin Legister (Jamaica) |
| 20:00 UTC−4 | 20:00 UTC−4     |                                          |                    |                     | Fort-de-France Domare: Valdin Legister (Jamaica) | Fort-de-France Domare: Valdin Legister (Jamaica) |

### Ranking av grupptvåor
| Nr | Lag (grupp)             | S | V | V+ | F | GM | IM | MS | P |
| -- | ----------------------- | - | - | -- | - | -- | -- | -- | - |
| 1  | Trinidad och Tobago (4) | 2 | 1 | 0  | 1 | 4  | 2  | +2 | 3 |
| 2  | Surinam (1)             | 2 | 0 | 1  | 1 | 3  | 3  | 0  | 3 |
| 3  | Haiti (2)               | 2 | 0 | 1  | 1 | 4  | 5  | −1 | 3 |
| 4  | Antigua och Barbuda (3) | 2 | 1 | 0  | 1 | 2  | 3  | −1 | 3 |

## Playoff om femteplats
| Nr | Lag                 | S | V | V+ | F | GM | IM | MS | P |
| -- | ------------------- | - | - | -- | - | -- | -- | -- | - |
| 1  | Haiti               | 2 | 1 | 1  | 0 | 8  | 5  | +3 | 6 |
| 2  | Surinam             | 2 | 0 | 1  | 1 | 4  | 5  | −1 | 3 |
| 3  | Trinidad och Tobago | 2 | 0 | 0  | 2 | 4  | 6  | −2 | 0 |

|             | 4 januari 2017 | Trinidad och Tobago | 0000 1 – 2 (e.fl.) | Surinam                                 | Ato Boldon Stadium                                 |                                                    |
| 19:00 UTC−4 | 19:00 UTC−4    | Tyrone Charles 82′  | (0 – 0) Rapport    | 76′ Guno Kwasie 110′ Ivanildo Rozenblad | Couva Domare: Kimbell Ward (Saint Kitts och Nevis) | Couva Domare: Kimbell Ward (Saint Kitts och Nevis) |
| 19:00 UTC−4 | 19:00 UTC−4    |                     |                    |                                         | Couva Domare: Kimbell Ward (Saint Kitts och Nevis) | Couva Domare: Kimbell Ward (Saint Kitts och Nevis) |
| 19:00 UTC−4 | 19:00 UTC−4    |                     |                    |                                         | Couva Domare: Kimbell Ward (Saint Kitts och Nevis) | Couva Domare: Kimbell Ward (Saint Kitts och Nevis) |

|             | 6 januari 2017 | Surinam                                | 2 – 4           | Haiti                                                                                        | Ato Boldon Stadium                    |                                       |
| 19:00 UTC−4 | 19:00 UTC−4    | Dimitrie Apai 87′ Sergino Eduard 90+1′ | (0 – 2) Rapport | 25′ Charles Hérold Jr. 42′ Andrew Jean-Baptiste 48′ Jonel Désiré 80′ (sjm.) Gillermo Faerber | Couva Domare: Michel Rodríguez (Kuba) | Couva Domare: Michel Rodríguez (Kuba) |
| 19:00 UTC−4 | 19:00 UTC−4    |                                        |                 |                                                                                              | Couva Domare: Michel Rodríguez (Kuba) | Couva Domare: Michel Rodríguez (Kuba) |
| 19:00 UTC−4 | 19:00 UTC−4    |                                        |                 |                                                                                              | Couva Domare: Michel Rodríguez (Kuba) | Couva Domare: Michel Rodríguez (Kuba) |

|             | 8 januari 2017 | Haiti                                                                       | 0000 4 – 3 (e.fl.) | Trinidad och Tobago              | Ato Boldon Stadium                     |                                        |
| 17:00 UTC−4 | 17:00 UTC−4    | Derrick Etienne Jr. 20′ Kervens Belfort 39′, 111′ Andrew Jean-Baptiste 117′ | (2 – 2) Rapport    | 1′, 25′, 113′ Shahdon Winchester | Couva Domare: Ricangel de Leça (Aruba) | Couva Domare: Ricangel de Leça (Aruba) |
| 17:00 UTC−4 | 17:00 UTC−4    |                                                                             |                    |                                  | Couva Domare: Ricangel de Leça (Aruba) | Couva Domare: Ricangel de Leça (Aruba) |
| 17:00 UTC−4 | 17:00 UTC−4    |                                                                             |                    |                                  | Couva Domare: Ricangel de Leça (Aruba) | Couva Domare: Ricangel de Leça (Aruba) |

## Anmärkningslista
1. ↑  Matchen var ursprungligen tänkt att spelas den 1 juni 2016 20:00 UTC−3 på Stade Municipal Dr. Edmard Lama, Remire-Montjoly, matchen påbörjades men fick avbrytas efter 40 minuters spel då planen blivit för blött, Bermuda hade då tagit ledningen med 1–0 i 11:e minuten efter mål av Damon Ming.[3] Matchen spelades om den 19 juni 2016 19:00 UTC−3.[4]
2. ↑  Matchen mellan Jamaica och Surinam var ursprungligen planerad att spelas den 5 oktober 2016 klockan 20:00 UTC−5 men sköts på grund av Orkanen Matthew.
3. ↑  Matchen mellan Haiti och Franska Guyana var ursprungligen planerad att spelas den 5 oktober 2016 klockan 20:00 UTC−5 men sköts på grund av Orkanen Matthew.
4. ↑  Matchen mellan Saint Kitts och Nevis och Haiti var ursprungligen planerad att spelas den 11 oktober 2016 klockan 20:00 UTC−4 men sköts på grund av Orkanen Matthew.